# فقط یه ذره از تو
«فقط یه ذره از تو» تک‌آهنگی از هنرمند اهل ایالات متحده آمریکا مایکل جکسون است که در سال ۱۹۷۵ میلادی منتشر شد. این تک‌آهنگ در آلبوم مایکل، برای همیشه قرار داشت.